# Mattoso Câmara
Joaquim Mattoso Câmara Jr. (Rio de Janeiro, 13 de abril de 1904 – 5 de fevereiro de 1970), conhecido como Mattoso Câmara, foi um destacado linguista, pesquisador e professor universitário brasileiro.
Formou-se em arquitetura e direito, mas destacou-se no campo da linguística, disciplina na qual fez vários cursos de especialização dentro e fora do Brasil, tendo sido aluno de Roman Jakobson e Georges Millardet, e colega de Claude Levi-Strauss.
Foi professor convidado em Lisboa, professor visitante em Washington e em várias outras cidades do mundo, além de exercer vários cargos consultivos.
A obra deixada por Mattoso Câmara no domínio dos estudos de linguística geral, largamente influenciada pelas correntes do estruturalismo europeu e estadunidense, além do funcionalismo personificado por André Martinet, tornou-o uma referência incontornável nos estudos de linguística portuguesa. A tônica de modernidade científica e metodológica que colocou em cada assunto permitiu perceber a língua como um todo, como uma estrutura definida pela relação entre os seus constituintes e pelas funções por eles desempenhadas. Entre suas principais publicações, estão Princípios de Linguística Geral, Problemas de Linguística Descritiva, Estrutura da Língua Portuguesa e Dicionário de Lingüística e Gramática.

## Biografia
Em 1926, ocupou o cargo de desenhador na Inspetoria de Águas e Esgotos, função que viria a abandonar definitivamente em 1937. Em 1927, formou-se em arquitetura pela Escola Nacional de Belas Artes e, em 1928, começou a lecionar as disciplinas de português e latim no Colégio Pedro II e em outras escolas particulares do Rio de Janeiro. Por desejo do pai, o economista político Joaquim Mattoso Duque Estrada Câmara, formou-se em direito em 1934 pela Universidade Federal do Rio de Janeiro.
Entretanto, o seu percurso como professor de linguística só viria a consubstanciar-se quando, em 1937, completou a licenciatura em Filologia Latina e Neolatina, pela antiga Universidade do Distrito Federal. Um ano depois, ocupou a categoria de professor-adjunto na mesma universidade e instaurou o ensino da linguística, muito influenciado à época pelos estudos de linguística descritiva dos linguistas contemporâneos Roman Jakobson e Leonard Bloomfield.
Em 1942, Mattoso Câmara publicou o primeiro compêndio de linguística geral em língua portuguesa, Princípios de Linguística Geral, à semelhança de linguistas de renome como André Martinet. Em 1943, Mattoso Câmara ganhou uma bolsa de estudos da Fundação Rockefeller que lhe permitiu fazer uma especialização em linguística na Universidade de Nova Iorque, onde foi aluno de Louis Gray e Roman Jakobson. Em 1948, tornou-se pioneiro no ensino da linguística estrutural na Faculdade de Filosofia da Universidade do Brasil, embora, só em 1962, a disciplina de linguística tenha sido inserida nos currículos dos cursos de letras por decisão do Conselho Federal de Educação.
Em 1949, Mattoso Câmara concluiu Doutoramento em Letras Clássicas pela Faculdade Nacional de Filosofia da Universidade do Brasil com a tese de título Para o estudo da fonêmica portuguesa, acerca do uso coloquial da variante dialetal falada no Rio de Janeiro. Este trabalho implicava já a assunção do método descritivista de análise das línguas, segundo os princípios do estruturalismo, embora o autor também defendesse a gramática normativa, por considerá-la importante para o ensino escolar da língua.
Mattoso Câmara recebeu, em 1952, o título de professor livre-docente de língua portuguesa com a tese Para a contribuição da estilística da língua portuguesa. Ao lado do também renomado linguista Aryon Dall'Igna Rodrigues, foi responsável pelo primeiro curso de pós-graduação em linguística do Brasil e, juntos, deram início aos estudos descritivistas das línguas indígenas brasileiras, alicerçados pelos métodos precisos de descrição da linguística moderna à época. Juntos ainda, Câmara Jr. e Rodrigues, foram pioneiros na criação e atuantes do setor de pesquisa em Linguística, ligado ao já estabelecido setor de Antropologia no Museu Nacional. Nesta empreitada, grandes linguistas como Kenneth L. Pike e Sarah Gudschinsky chegaram a vir ao Brasil para dar palestras e cursos voltados para o trabalho de campo, descrição e documentação de línguas ameríndias.   Mais tarde, veio a lecionar na Universidade Santa Úrsula, na PUC-Rio e na Universidade Católica de Petrópolis, onde permanece guardada, desde 1971, a Coleção Mattoso Câmara, constituído pelo seu espólio com cerca de 6.500 peças, dentre as quais se destaca a volumosa correspondência trocada entre o linguista e outros professores e linguistas estrangeiros.
Mattoso Câmara sempre participou de associações científicas, congressos e simpósios. Integrou o Programa Interamericano de Linguística e Ensino de Línguas (Pilei), a Associação de Linguística e Filologia da América Latina (Alfal) e foi membro fundador da Associação Brasileira de Linguística (Abralin) e da Academia Brasileira de Filologia. Foi também um dos membros fundadores do Círculo Linguístico de Nova York, formado em 1943, como alargamento da École Libre des Hautes Études, organizada por um grupo de belgas e franceses refugiados do nazismo da Segunda Guerra Mundial. Mattoso Câmara participou no 1º Simpósio Luso-brasileiro sobre a língua portuguesa contemporâneo, onde recebeu reconhecimento internacional. Em 1967, foi o único latino-americano a fazer parte dos doze membros do Comitê Internacional Permanente de Linguistas.
Mattoso Câmara teria recebido o Prêmio Machado de Assis da Academia Brasileira de Letras como homenagem ao seu inequívoco contributo à língua portuguesa, se não fosse a notícia inesperada de sua morte em 5 de fevereiro de 1970.

## Lista de obras
- Princípios de linguística geral como fundamento para os estudos superiores da Língua Portuguesa (1942)
- Os estudos linguísticos nos Estados Unidos da América do Norte (1945)
- Contribuição para uma estilística da língua portuguesa (1952)
- Contribuição à estilística portuguesa (1953)
- Para o estudo da fonêmica portuguesa (1953)
- Dicionário de fatos gramaticais (depois renomeado para Dicionário de filologia e gramática e, posteriormente, Dicionário de linguística e gramática) (1956)
- Uma forma verbal portuguesa (1956)
- Manual de transcrição fonética (1957)
- Alguns radicais Jê (1959)
- A obra linguística de Curt Numuendajú (1959)
- Manual de expressão oral e escrita (1961)
- Ensaios machadianos: língua e estilo (1962)
- Introdução às línguas indígenas brasileiras (1965)
- Problemas de linguística descritiva (1969)
- Estrutura da língua portuguesa (1970)
- The Portuguese language (1972)
- Dispersos (publicação póstuma organizada por Carlos Eduardo Falcão Uchoa) (1972)
- História da Linguística (1975)
- História e estrutura da língua portuguesa (1985)